# Artimpaza opacicollis
Artimpaza opacicollis är en skalbaggsart som beskrevs av Holzschuh 2006. Artimpaza opacicollis ingår i släktet Artimpaza och familjen långhorningar.
Artens utbredningsområde är Sarawak. Inga underarter finns listade.